# Stanton (Kalifornia)
Stanton – miasto w Stanach Zjednoczonych, w stanie Kalifornia, w hrabstwie Orange. Według spisu ludności przeprowadzonego przez United States Census Bureau, w roku 2010 miasto Stanton miało 38 186 mieszkańców.